# Бајак
Бајак (фр. Bayac) насеље је и општина у југозападној Француској у региону Аквитанија, у департману Дордоња која припада префектури Бержерак.
По подацима из 2011. године у општини је живело 351 становника, а густина насељености је износила 34,31 становника/km². Општина се простире на површини од 10,23 km². Налази се на средњој надморској висини од 53 метара (максималној 173 m, а минималној 42 m).

## Демографија
| 1962. | 1968. | 1975. | 1982. | 1990. | 1999. | 2011. |
| ----- | ----- | ----- | ----- | ----- | ----- | ----- |
| 295   | 348   | 308   | 304   | 328   | 326   | 351   |

График промене броја становника у току последњих година